# Sociedad Deportiva Eibar (femení)
La secció de futbol femení de la Societat Esportiva Eibar va ser fundada en 2009. Actualment competeix a la Primera Divisió, primera categoria del futbol a Espanya, com a Primer Equip Femení de la SD Eibar.
Els antecedents del futbol femení a Eibar es situen l'any 1971, en el qual un equip format exclusivament per dones va jugar un partit amistós a Ipurúa per a recaptar diners a favor de les ikastoles clandestines. El règim de Franco va prohibir la disputa d'aquest partit, adduint que "el futbol no és apropiat per a senyoretes". Les noies, desafiant la prohibició, van jugar i van guanyar el partit.
L'origen de l'Eibar Femení es troba en el Eibartarrak Futbol Taldea, club de futbol femení fundat en 1991. En la seva primera temporada el Eibartarrak es va proclamar campió de Lliga Regional i va aconseguir l'ascens a la Lliga Nacional. Durant diverses temporades el Eibartarrak va competir en categoria nacional, aconseguint importants assoliments com el subcampionat de la Copa de la Reina a la temporada 1998/99 o el subcampionat de lliga en la 2000/01. Al 2001 es crea la nova Superlliga, de la qual el Eibartarrak no forma part i roman en Primera Nacional.
L'any 2003 la Societat Esportiva Eibar es fa càrrec de l'equip femení del Eibartarrak FT, que va passar a vestir els colors del club i a conèixer-se com Éibar-Eibartarrak.
Al 2009 es produeix una modificació a la Superlliga i diversos clubs pertanyents a la Lliga Nacional de Futbol Professional són convidats a participar, entre ells l'Eibar. Llavors aquest va arribar a un acord amb les jugadores i els equips femenins del Éibar-Eibartarrak es van integrar en l'estructura del club.
A la temporada 2010-2011 es produeix el descens de la màxima categoria de Futbol Estatal a Segona Divisió, on roman 2 anys fins que es consumeix un altre descens en la 2012-2013. Aquesta temporada han intentat tornar a Segona Divisió, però han aconseguit el 2n lloc en Lliga Basca i no van aconseguir l'ascens.
Al final de la temporada 2014-15, aconsegueix de nou l'ascens a Segona Divisió i es converteix en el Primer Equip Femení esqueixant-se del Futbol Base del Club. En l'actual temporada 2017-18 el Primer Equip Femení d'SD Eibar competeix ja no sols per la permanència en una complicada Segona Divisió, sinó per l'ascens a Primera.
A la temporada 2019/20 el conjunt "armero" aconsegueix l'ascens a la Primera Divisió Femenina d'Espanya, amb la temporada inacabada per la crisi del coronavirus. S'hi manté durant dues temporades.
A la temporada 2022/23 aconsegueix tornar a pujar a la màxima categoria del futbol espanyol.

## Palmarès

### Campionats nacionals
- Supercopa d'Espanya (1): 1999-00.
- Subcampió de la Lliga de Campions (1): 2000-01.
- Subcampió de la Copa de la Reina (1): 1998/99.
- Campió de la Lliga Nacional, Grup Nord (2): 1998/99, 2000/01.
- Subcampió de la Lliga Nacional, Grup Nord (2): 1997/98, 1999/00.

### Campionats d'Euskadi
- Copa d'Euskadi (1): 1995/96.
- Lliga d'Euskadi (2): 2001/02, 2014/15.

### Tornejos amistosos
- Gasteiz Cup (2): 2002/03, 2003/04.
- Campionat Playero - Lliga (1): 2005/06.